# Must Be a Guy Thing
Must Be a Guy Thing is de derde aflevering van het zesde seizoen van het tienerdrama Beverly Hills, 90210, die voor het eerst werd uitgezonden op 20 september 1995.

## Verhaal
Steve, Clare, Donna en Valerie zitten te mijmeren over de zomervakantie die er weer bijna opzit, als Kelly binnenkomt met Colin dan wordt Colin voorgesteld aan Steve en Valerie. Nu blijkt dat Valerie en Colin elkaar al kennen, van een reis door Europa toen ze nog tieners waren. Dit maakt Kelly jaloers maar Colin verzekert haar dat hij niets voor Valerie voelt. Valerie vraagt aan Colin of hij een groot muurschilderij kan maken in de After Dark. Als Colin en Valerie alleen in de After Dark zijn kussen ze elkaar.
Brandon is verbaasd als hij Dylan tegenkomt op de universiteit, Dylan wil een klas volgen waar ook de zoon van Tony Marchette zit om zo dicht bij hem te komen. Dylan is verbaasd dat de zoon Toni geen hij is maar een wondermooie zij. Dylan papt met haar aan wat niet meevalt met de lijfwacht die constant bij haar is. Maar ze gaat toch in op zijn avances en ze gaan een paar keer uit. Brandon komt hen tegen in de After Dark en vraagt Dylan of hij weet wat hij aan het doen is.
Steve is dolgelukkig met zijn nieuwe rooster. Hij is elke morgen vrij en heeft vier dagen weekend maar daar komt snel verandering in, hij moet van de Decaan bijles nemen voor wiskunde en dit houdt in dat hij nu elke morgen extra les heeft en hij moet nog iemand vinden die hem extra bijles geeft. Na een paar gesprekken is hij nog niet in geslaagd om iemand geschikts te vinden, dan biedt Clare zich aan om hem bijles te geven.
Brandon gaat solliciteren bij de universiteitskrant voor het schrijven van een column. Daar ontmoet hij Susan de hoofdredacteur van de krant. Ze is niet meteen overtuigd van Brandons kwaliteiten. Brandon en Susan gaan samen naar de After Dark onder de mom van journalistiek veldwerk maar daar is al sprake van sensuele spanning tussen hen.

## Rolverdeling
- Jason Priestley - Brandon Walsh
- Jennie Garth - Kelly Taylor
- Ian Ziering - Steve Sanders
- Luke Perry - Dylan McKay
- Brian Austin Green - David Silver
- Tori Spelling - Donna Martin
- Tiffani Thiessen - Valerie Malone
- Joe E. Tata - Nat Bussichio
- Kathleen Robertson - Clare Arnold
- Jamie Walters - Ray Pruit
- Jason Wiles - Colin Robbins
- Emma Caulfield - Susan Keats
- Stanley Kamel - Tony Marchette
- Rebecca Gayheart - Toni Marchette
- Cliff Weissman - Bruno
- Ken Lerner - Jerry Korman
- Lisa Williams - Barbara Korman